# William Potter
William Norwood Potter est un joueur d'échecs anglais né le 17 août 1840 à Londres et mort le 13 mars 1895 à Sutton. Potter était clerc de Barrister de profession et fut secrétaire du club d'échecs de la City de Londres pendant neuf ans. Avec Wilhelm Steinitz, il organisa un match par correspondance entre son club et celui de Vienne en Autriche. Deux parties furent disputées de 1872 à 1874 et les Londoniens remportèrent le match 1,5 à 0,5. 

## Carrière de joueur
Sa carrière de joueur de Potter fut concentrée pendant les années 1870 et au début des années 1880. En 1871, Potter remporta le tournoi à handicap du club de la City à Londres (il battit Blackburne dans un match à égalité). Il termina troisième du tournoi du Cigar Divan à Londres en 1876 remporté par Joseph Henry Blackburne devant Johannes Zukertort Potter disputa deux matchs importants à Londres. En novembre-décembre 1875, il perdit contre Zukertort sur la marque de deux victoires et quatre défaites pour huit parties nulles. En 1879, il fit match nul avec James Mason (cinq victoires, cinq défaites et onze parties nulles).

## Ouvertures
Son nom a été donné à deux variantes d'ouverture (une variante du gambit écossais et une variante du gambit Evans).
Potter fut pendant deux ans le seul éditeur du City of London Chess Magazine de 1874 à 1876. De 1868 à 1879, il annota des parties dans le Westminster Papers.
La position de Saavedra, publiée en 1895, a pour origine une partie disputée par William Potter en 1875 contre Richard Fenton et commentée par Zukertort dans le City of London chess Magazine.